# 傍城岗古墓
傍城岗古墓，位于中国广东省云浮市罗定市太平镇傍城岗，为罗定市的一个市级文物保护单位，类型为古墓葬，公布时间为1994年6月8日。
傍城岗古墓的历史年代为唐、宋。